# Jõgeva
Jõgeva (niem. Laisholm) – miasto we wschodniej Estonii, stolica prowincji Jõgevamaa, liczy ok. 6,4 tys. mieszkańców (2004). Jest znane jako najzimniejsze miejsce w Estonii.
Znajduje się tu stacja kolejowa Jõgeva, położona na linii Tapa – Tartu.

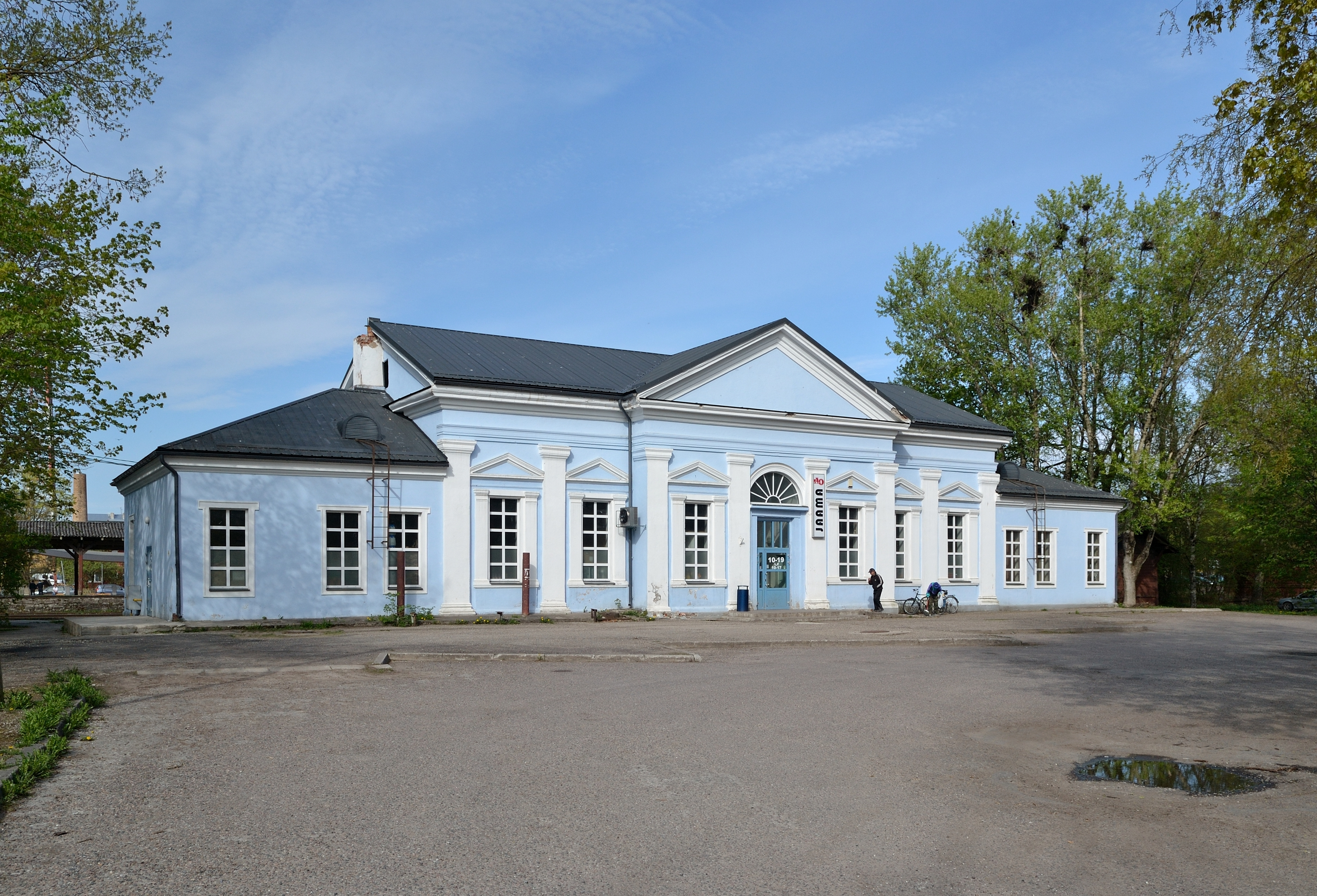
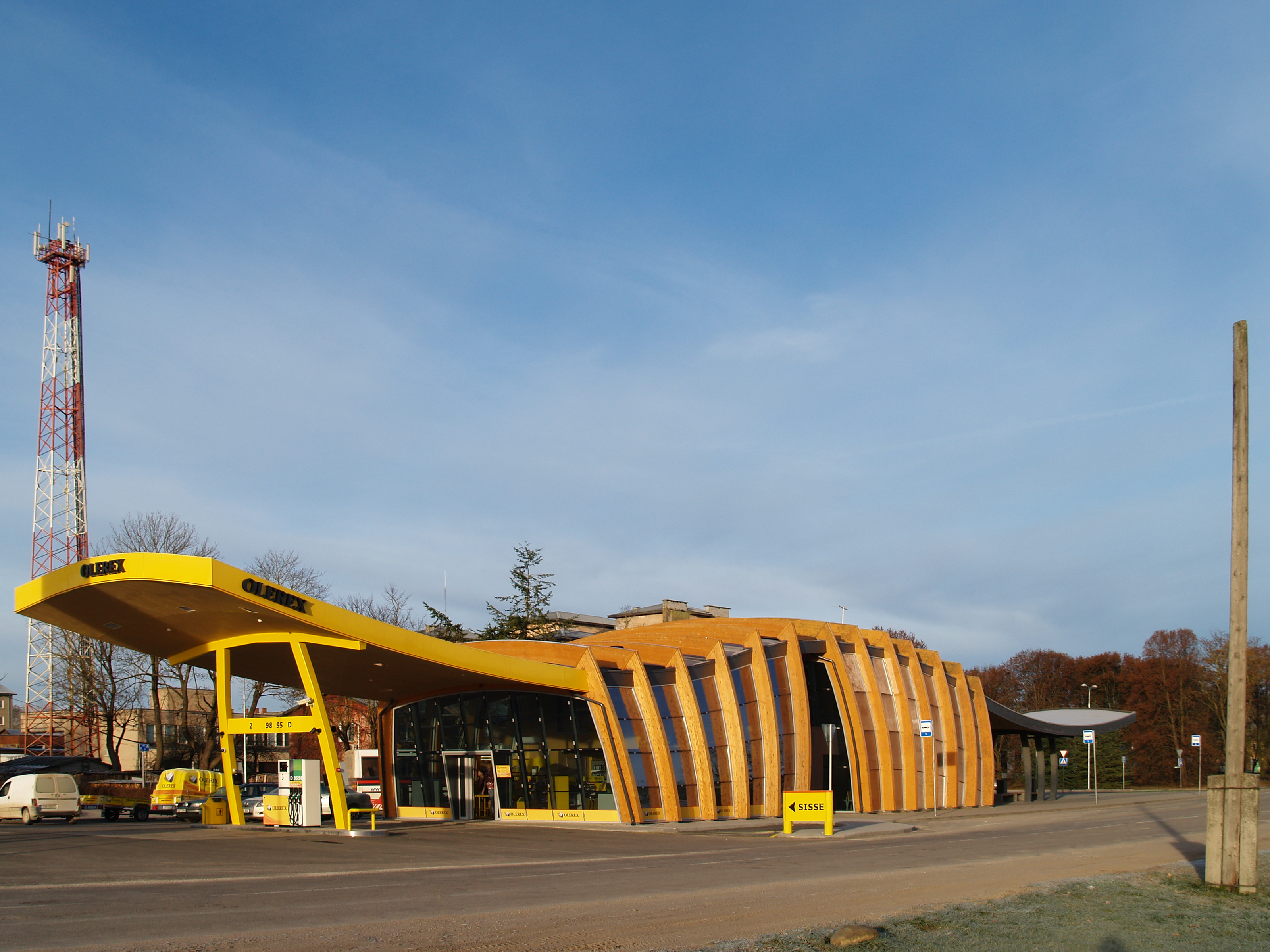
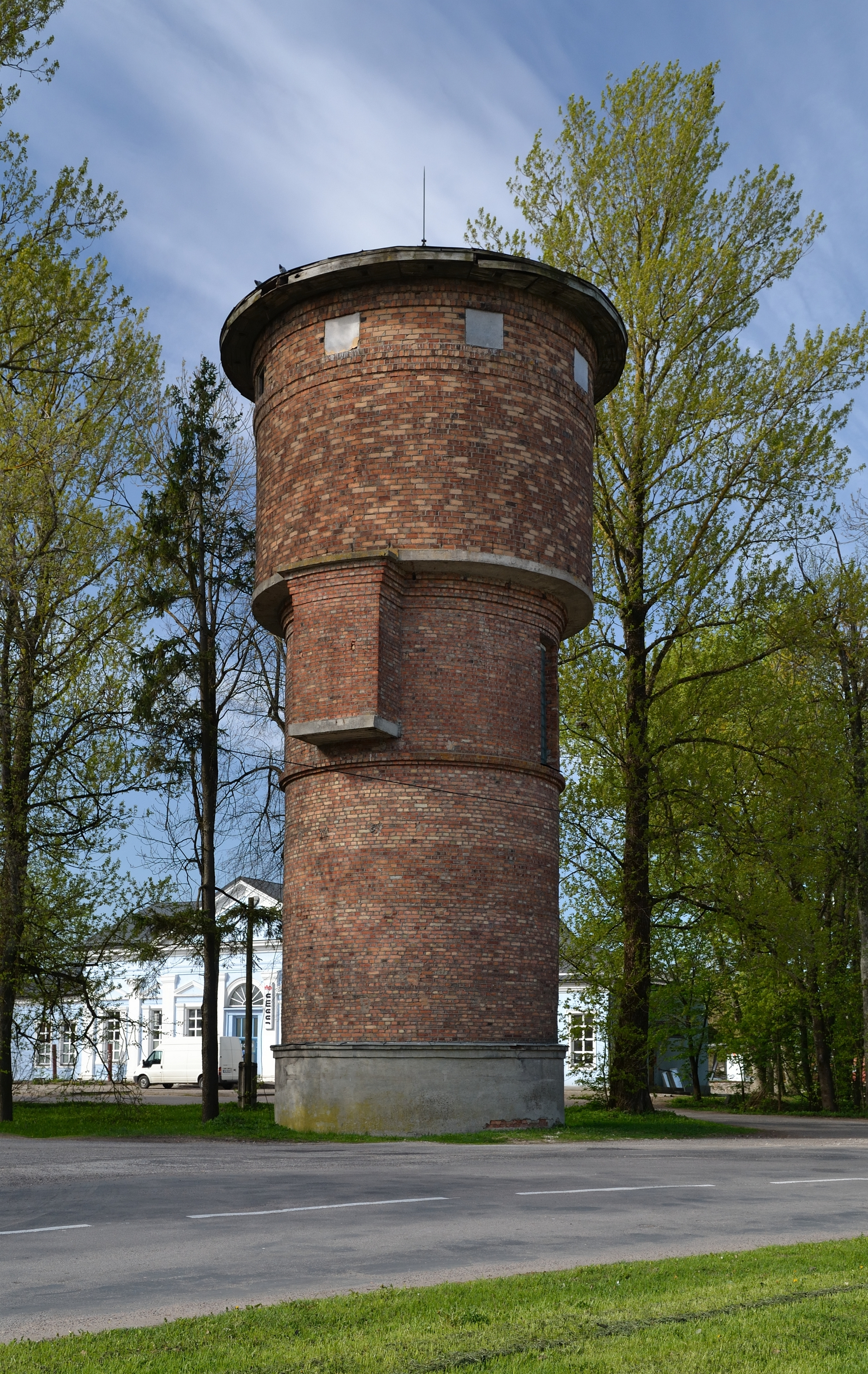
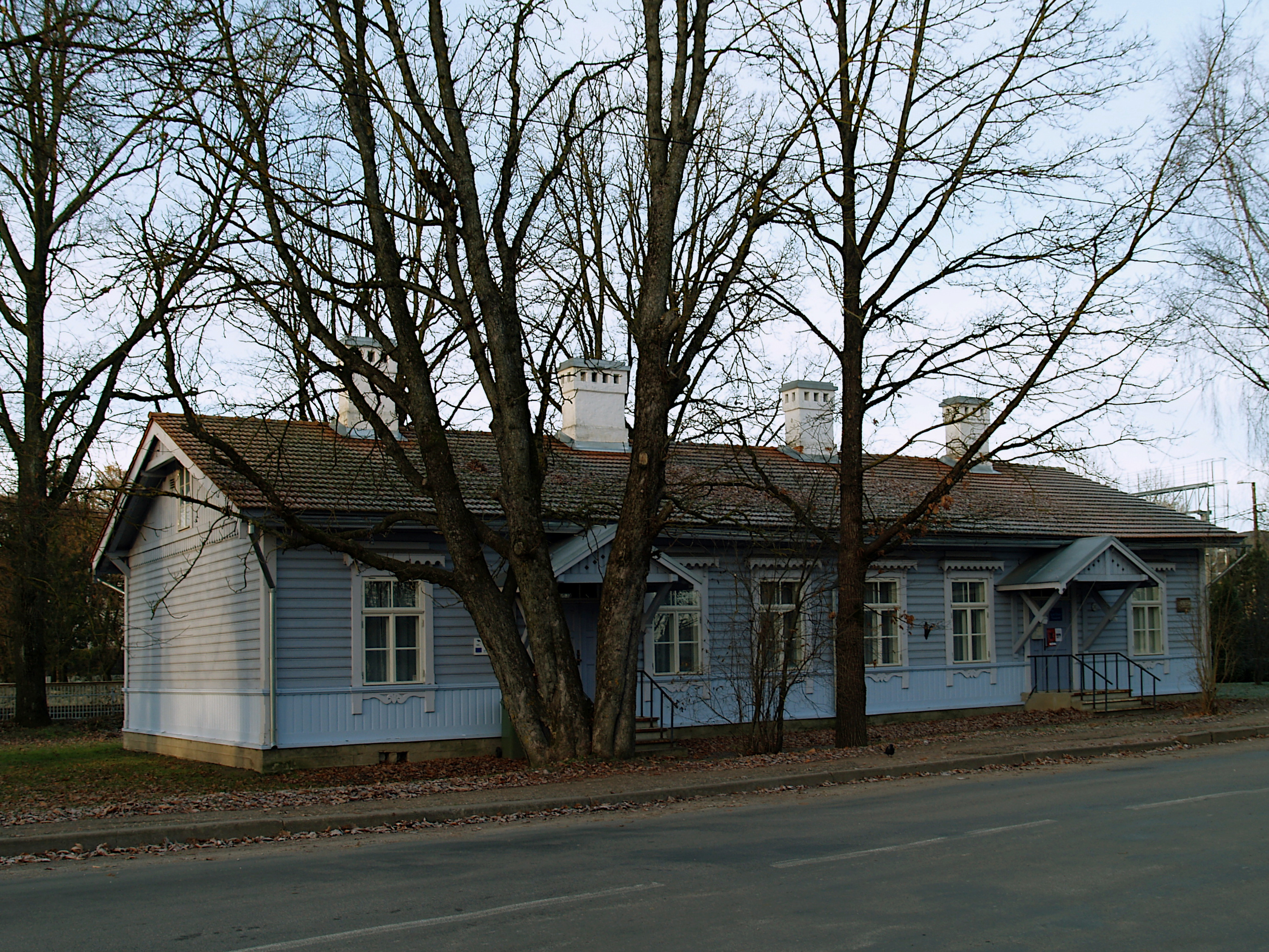
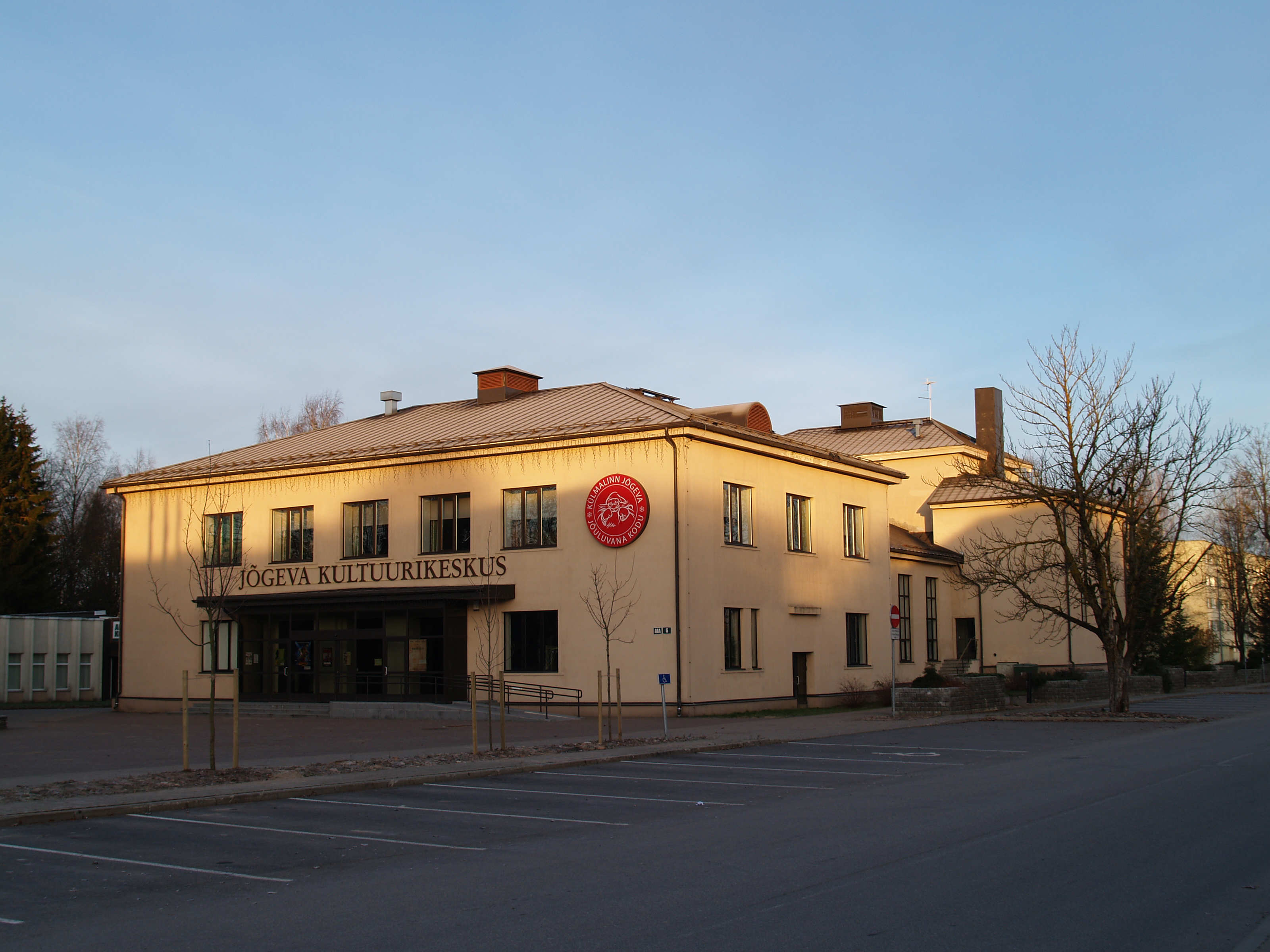
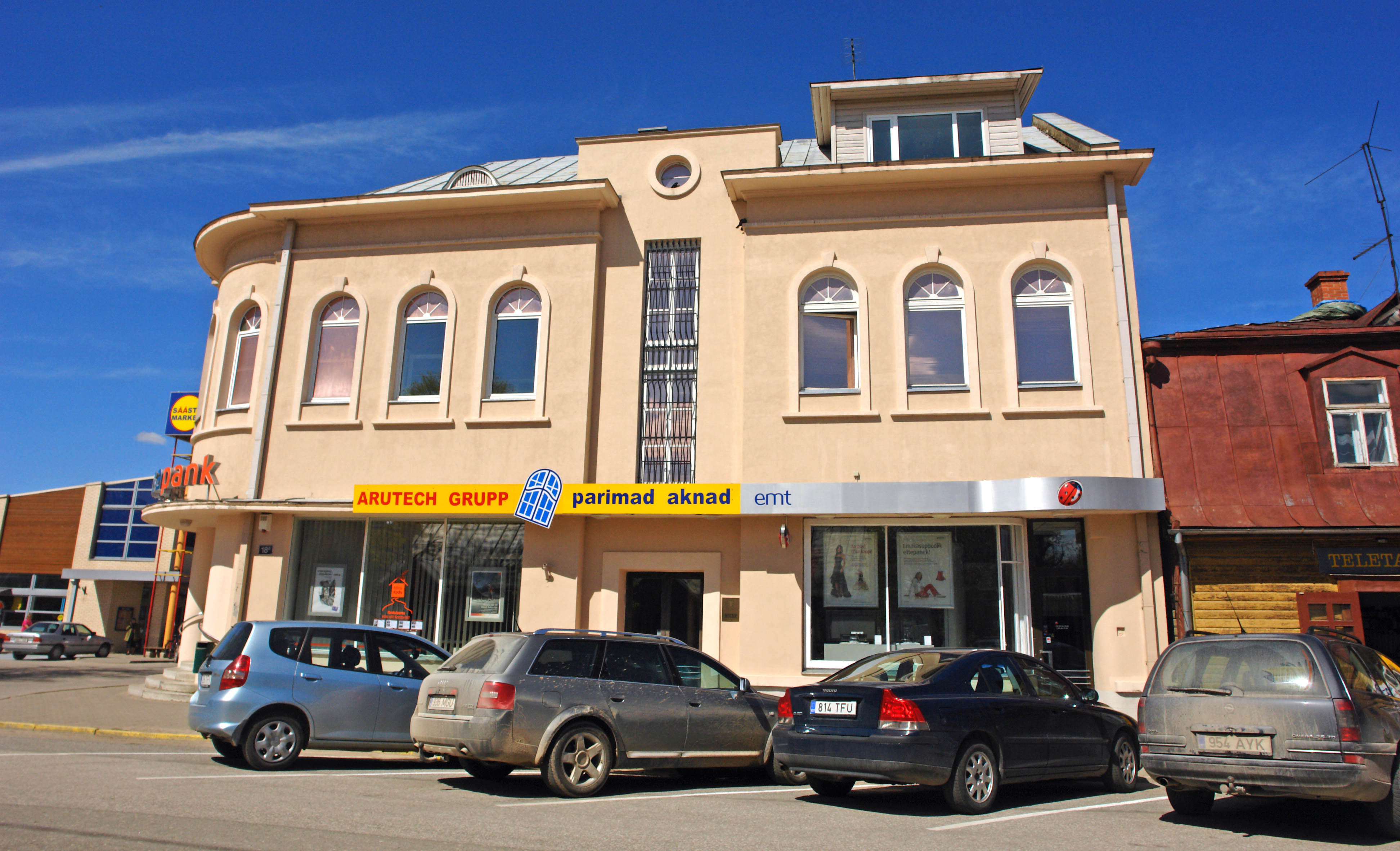